# 金弹簧笔螺
金弹簧笔螺（学名：Subcancilla interlirata），是新腹足目笔螺科Subcancilla属的一种。主要分布于印度尼西亚、台湾，常栖息在沿岸。